# بیهوشی عمومی
بیهوشی عمومی (به انگلیسی: General anaesthesia) (نام علمی: Anesthesia) کاهش سطح هوشیاری بیمار است تا حدی که حواس (به خصوص حس درد) فعالیتی نداشته باشد.

## انواع بیهوشی
به‌صورت کلی دو نوع بیهوشی عمومی و بیهوشی منطقه‌ای داریم. در بیهوشی عمومی بیمار کاملاً هشیاری خود را ازدست می‌دهد و چیزی به خاطر ندارد (یا به عبارتی توانایی ارادی و غیرارادی فرد بر کنترل جسم و محیط فیزیکی خود سلب می‌شود) ودر بیهوشی منطقه‌ای مانند بیهوشی نخاعی با تزریق داروهای بیهوشی در ناحیه نخاع بخش از بدن (مانند رحم جهت انجام زایمان) بی حس می‌شود و سایر حواس بیمار مانند شنوایی و بینایی و هوشیاری فعال است. انتخاب نوع بیهوشی به نوع عمل و شرایط بیمار بستگی دارد.

## فعالیت اندامها
داروهایی که برای بیهوشی عمومی مصرف می‌شوند عموماً بر فعالیت مغز مؤثرند هرچند اثرات دیگری مانند شل شدن عضلات نیز دارند. سایر اندام‌ها مانند کبد و کلیه اغلب به فعالیت معمول خود ادامه می‌دهند ولی به دلیل فلج عضلات تنفسی اغلب بیماران از تنفس مکانیکی بهره می‌برند.

## انجام بیهوشی عمومی
اعمال این نوع بیهوشی معمولاً با تزریق داروی بیهوشی در سیاهرگ یا تنفس ماده بیهوشی از طریق یک ماسک صورت می‌گیرد. بیهوشی از طریق ورود مداوم گاز یا تزریق سیاهرگی، به همراه داروهای مسکن حفظ می‌شود. این کار در اتاق عمل جراحی و تحت نظر پزشک بیهوشی و کاردان یا کارشناس هوشبری انجام خواهد شد.

## اهداف بیهوشی عمومی
بیهوشی عمومی پنج هدف دارد:
1. بی دردی: کاهش پاسخ به درد
2. از بین رفتن خاطره و به یاد نداشتن جراحی
3. بی حرکتی: کاهش حرکت عضلات
4. کاهش هشیاری
5. شل شدن عضلات

## مراحل بیهوشی
بیهوشی عمومی در چهار مرحله القاء (به انگلیسی: induction)، مرحله تهیج بیهوشی (به انگلیسی: excitement stage)، مرحله بیهوشی جراحی (به انگلیسی: surgical anaesthesia)و مرحله اوردوز(به انگلیسی: overdose) تقسیم‌بندی می‌شود.

## کنترل بیمار در بیهوشی
در اتاق بیهوشی یا اتاق عمل بیمار بر روی تخت قرار می‌گیرد. پیش از بیهوشی علائم حیاتی و پرونده بالینی او بررسی می‌گردد. هنگام بیهوشی این اقدامات صورت می‌گیرد
- بازوبند فشار خون به بازوی بیمار بسته می‌شود تا در تمام مدت جراحی فشار خون وی کنترل شود
- چسب‌های خاصی به جلوی قفسه سینه بیمار چسبانده شده و سیمهایی به آن‌ها متصل می‌شود. این سیم‌ها به دستگاه مانیتور نوار قلبی متصل می‌شود تا در تمام طول جراحی پزشک متخصص بیهوشی بتواند نوار قلبی بیمار را مشاهده کند
- یک گیره به نوک یکی از انگشتان بیمار متصل می‌شود. این گیره نوعی سنسور یا حسگر مادون قرمز دارد و از طریق سیمی که به آن متصل است به دستگاهی متصل می‌شود که میزان اکسیژن خون بیمار را در تمام طول عمل به متخصص بیهوشی نشان می‌دهد
- در حین جراحی بیمار نیاز به تزریقات متعددی دارد. این تزریقات از طریق یک لوله پلاستیکی ظریف به نام کانولا Cannula یا آنژیوکت صورت می‌گیرد.
- اغلب بیماران برای تنفس به دستگاه تنفس مکانیکی وصل هستند و با این دستگاه تعداد و عمق تنفس‌ها تنظیم می‌شود.

## اتمام بیهوشی
بعد از اتمام عمل جراحی بیمار مدتی در اتاق ریکاوری که در مجموعه اتاق‌های عمل است مانده تا تأثیر داروهای بیهوشی یا بی‌حسی به‌تدریج کم شده و وضعیت دستگاه‌های حیاتی بدن به‌خصوص دستگاه قلب و عروق و دستگاه تنفسی به وضع عادی برگردد. پس از آن بیمار به بخش منتقل می‌شود.

## پس از بیهوشی
اینکه بعد از بیهوشی یا بی‌حسی بیمار چه احساسی دارد تا حدودی بسته به نوع بیهوشی یا بی‌حسی، نوع عمل جراحی، داروهای استفاده شده در حین عمل و وضعیت سلامتی کلی بدن بیمار دارد. در غالب اوقات بیماران احساس خوبی دارند. گاهی ممکن است فرد احساس گیجی، لرز یا یک درد منتشر در بدن داشته باشد. بعضی بیماران تاری دید، خواب آلودگی، گلودرد، سردرد یا احساس سختی در تنفس کردن دارند. هر کدام از این علائم اگر ایجاد شده بیمار باید آن را به پرستار اطلاع دهد.
بیماران تا چند روز بعد از جراحی ممکن است احساس خستگی کنند. این احساس علل متفاوتی می‌تواند داشته باشد مانند نگرانی در مورد عمل جراحی، کمبود خواب قبل و بعد از جراحی، درد و ناراحتی بعد از جراحی، از دست دادن خون در حین جراحی، خود بیماری که موجب شده تا عمل جراحی انجام شود، تغییر در رژیم غدایی، صرف انرژی زیاد به توسط بدن برای بهبود محل جراحی. این احساس به‌تدریج از بین خواهد رفت.
وقتی بیمار برای اولین بار بعد از جراحی می‌خواهد بایستد و راه برود باید حتماً کمک داشته باشد. بیمار مدتی در حالت درازکش بوده و وقتی یکباره به حالت ایستاده درمیاید ممکن است بر اثر کاهش ناگهانی فشار خون کنترل خود را از دست داده و زمین بخورد.

## عوارض بیهوشی عمومی
عوارض انستزی بسیار مختلف هستند و بستگی به داروهای مورد استفاده، تکنیک بکار رفته و بیمار دارند. برخی از عوارض هنگام آنستزی روی می‌دهند مانند آریتمی قلبی یا ایست تنفسی، یا پس از آنستزی مانند سردرد، عفونت ریه به‌خصوص در سیگاری‌ها، گیجی، اختلال حافظه و خارش. گاه کشنده‌اند مانند هایپر ترمی بدخیم و گاه بی‌خطر مانند درد عضلات و تهوع.